# Міщенко Гаврило Корнійович
Гаври́ло Корні́йович Мі́щенко (1904 , Черкаський повіт, Київська губернія  — 1966 , Одеса, Одеська область, Українська РСР, СРСР ) — український радянський партійний діяч, 1-й секретар Вінницького обкому КП(б)У. Депутат Верховної Ради УРСР 1-го скликання (1938–1947), член Президії Верховної Ради УРСР 1-го скликання. Член ЦК КП(б)У (1938–1949). Член Центральної Ревізійної комісії ВКП(б) (1939–1952). Депутат Верховної Ради СРСР 1-го скликання (1941–1946).

## Біографія
Народився 1904 року в багатодітній родині робітника-слюсаря в селі Гречківка Черкаського повіту, тепер у складі міста Сміли, Смілянський район, Черкаська область, Україна . З 1912 року навчався у церковно-приходській, а потім у двокласній залізничній школі.
У квітні 1916 — листопаді 1918 року — наймит маєтку граф Бобринського у селі Гречківці Черкаського повіту. У листопаді 1918 — липні 1924 року — учень тесляра і тесляр вагонного цеху, вагранщик та ливарник ливарного цеху головних залізничних майстерень станції Бобрик Південно-Західної залізниці. У 1920 році вступив до комсомолу.
У липні 1924 — лютому 1925 року — голова районного комітету профспілки «Робземліс» в селі Балаклія Шевченківського округу на Черкащині. У лютому 1925 — березні 1929 року — ливарник-тесляр вагонного цеху головних залізничних майстерень станції Бобрик Південно-Західної залізниці.
Член РКП(б) з жовтня 1925 року.
У березні 1929 — березні 1930 року — завідувач відділу комунального господарства виконкому Смілянської міської ради Черкаського округу. У березні 1930 — січні 1931 року — голова Смілянського районного комітету незаможних селян. У січні — жовтні 1931 року — голова Смілянського міської ради.
У жовтні 1931 — грудні 1933 року — студент Комуністичного університету імені Артема у Харкові, закінчив два курси.
У грудні 1933 — січні 1935 року — завідувач організаційного відділу і заступник секретаря Новоодеського районного комітету КП(б)У Одеської області. У лютому 1935 — серпні 1936 року — інструктор Бобринецького районного комітету КП(б)У Одеської області. У серпні 1936 — серпні 1937 року — завідувач відділу культури і пропаганди Бобринецького районного комітету КП(б)У.
У серпні — листопаді 1937 року — 1-й секретар Бобринецького районного комітету КП(б)У Одеської області.
У листопаді 1937 — березні 1938 року — інструктор відділу керівних партійних органів ЦК КП(б)У, з березня 1938 року — відповідальний організатор відділу керівних партійних органів ЦК КП(б)У по Харківській області. У квітні 1938 року — заступник завідувача відділу керівних партійних органів ЦК КП(б)У із питань роботи відповідальних організаторів, що обслуговують обласні партійні організації.
29 квітня 1938 — липень 1941 року — виконувач обов'язків 1-го секретаря, 1-й секретар Вінницького обласного комітету КП(б) України. 26 червня 1938 року був обраний депутатом Верховної Ради УРСР 1-го скликання по Козятинській виборчій окрузі № 48 Вінницької області.
Після приєднання Західної України до УРСР, з вересня до жовтня 1939 року працював головою Тимчасового управління Львівського воєводства.
Учасник німецько-радянської війни. У липні 1941 — січні 1942 року — начальник Політичного управління оборонних споруд Південного фронту в містах Харкові та Сталінграді.
У січні — квітні 1942 року — начальник Політичного управління і заступник народного комісара харчової промисловості СРСР. У квітні 1942 — липні 1943 року — начальник Політичного управління і заступник народного комісара зернових і тваринницьких радгоспів СРСР.
У липні 1943 — лютому (офіційно травні) 1945 року — 1-й секретар Вінницького обласного комітету КП(б)України.
У лютому 1945 — липні 1947 року — слухач Вищої партійної школи при ЦК ВКП(б) у Москві.
У липні 1947 — липні 1951 року — представник Ради у справах колгоспів при РМ СРСР по Одеській області. У липні 1951 — лютому 1953 року — представник Ради у справах колгоспів при РМ СРСР по Херсонській області.
У лютому 1953 — квітні 1958 року — заступник керуючого із заготівель Одеського тресту «Укрконсервтрест».
З квітня 1958 року — на пенсії у місті Одесі.

## Звання
- полковий комісар

## Нагороди
- орден Леніна (7.02.1939)
- орден Вітчизняної війни 1-го ступеня
- медаль «За оборону Сталінграда» (13.09.1944)
- медаль «За перемогу над Німеччиною у Великій Вітчизняній війні 1941—1945 рр.»
- медалі